# چرخند حاره‌ای جنوب-غرب اقیانوس هند

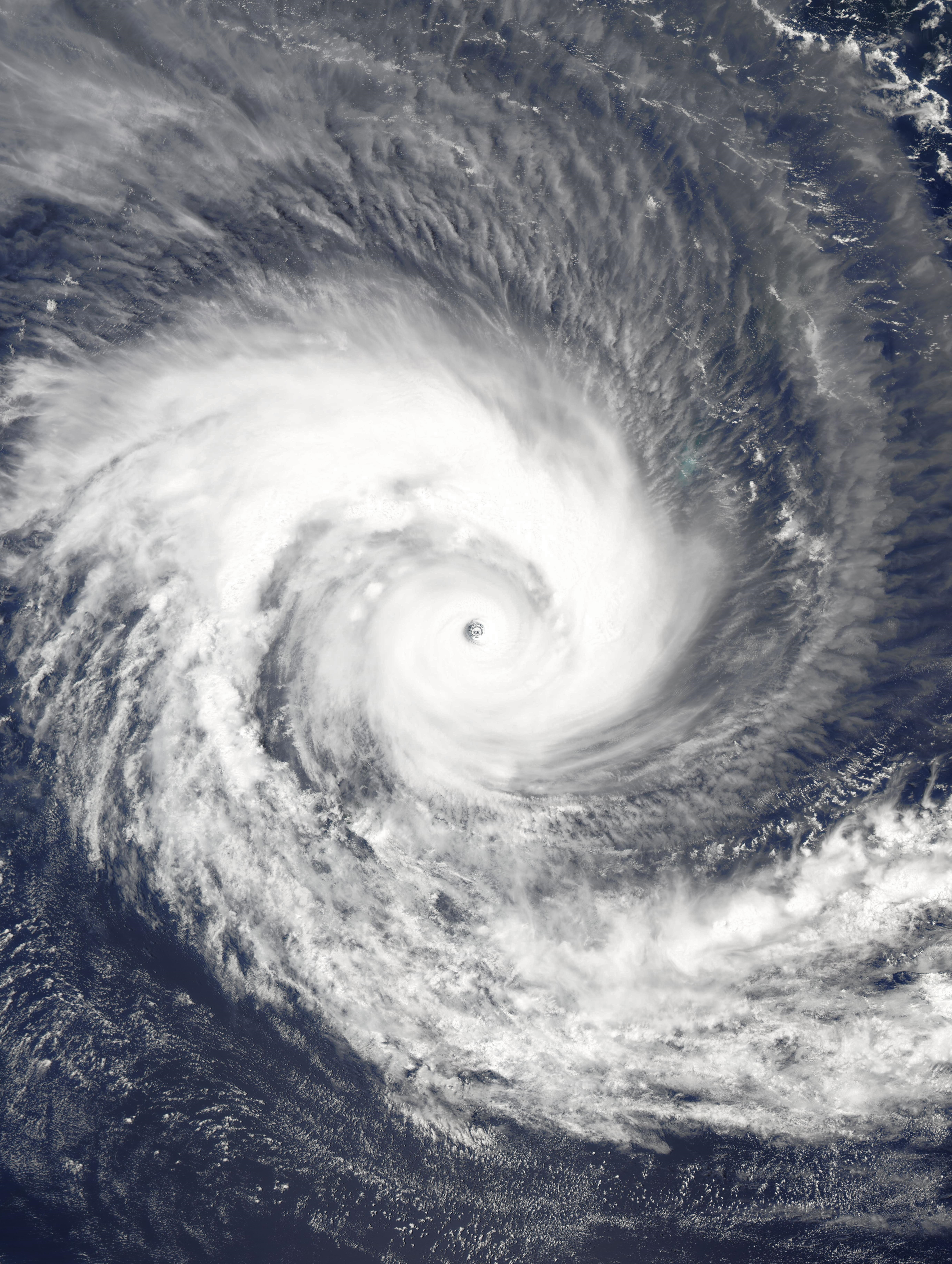
تصویر ماهواره‌ای چرخند باتسیرای، قوی‌ترین چرخند حارّه‌ای که از زمان چرخند اناوو در سال ۲۰۱۷ به ماداگاسکار برخورد کرده است.

چرخند حارّه‌ای جنوب-غرب اقیانوس هند (انگلیسی: South-West Indian Ocean tropical cyclone) به گروهی از چرخندهای حارّه‌ای گفته می‌شود که در اقیانوس هند از جنوب استوا و نصف‌النهار ۹۰ درجه شرقی تا ساحل آفریقا تشکیل می‌شوند.

## اقلیم‌شناسی
به‌طور کلی، باران‌های موسمی تا دسامبر به کانال موزامبیک نمی‌رسند؛ در نتیجه، قبل از آن زمان به ندرت توفان در آنجا شکل می‌گیرد. از سال ۱۹۴۸ تا ۲۰۱۰، ۹۴ سامانه حارّه‌ای در حجم کوچکی از آب توسعه یافتند که حدود نیمی از آنها باعث زمین‌شار شدند. گاهی توفان‌های کوچکی در کانال موزامبیک شکل می‌گیرد که چرخندهای شبه‌حارّه‌ای مدیترانه یا توفان‌های شمال شرقی اقیانوس اطلس است. این سیستم‌های توفانی به خوبی سازماندهی شده‌اند، اما همرفت جوی ضعیف تری نسبت به چرخندهای حارّه‌ای معمولی دارند و بر روی دمای سطح دریای خنک تر از ۲۶ درجه سلسیوس (۷۹ درجه فارنهایت) شکل می‌گیرند.
در یک سال متوسط، ده وافشار یا چرخند حارّه‌ای در ماداگاسکار رخ می‌دهد و به‌طور کلی آسیب زیادی وارد نمی‌کنند. گاهی توفان‌ها یا بقایای آنها به داخل جنوب شرق آفریقا وارد شده و بارندگی شدید را به زیمبابوه وارد می‌کنند.